# An Fonteyne
Pour les articles homonymes, voir Fonteyne.
 (avril 2021).
La mise en forme du texte ne suit pas les recommandations de Wikipédia : il faut le « wikifier ».
Les points d'amélioration suivants sont les cas les plus fréquents :
- Les titres sont pré-formatés par le logiciel. Ils ne sont ni en capitales, ni en gras.
- Le texte ne doit pas être écrit en capitales (les noms de famille non plus), ni en gras, ni en italique, ni en « petit »…
- Le gras n'est utilisé que pour surligner le titre de l'article dans l'introduction, une seule fois.
- L'italique est rarement utilisé : mots en langue étrangère, titres d'œuvres, noms de bateaux, etc.
- Les citations ne sont pas en italique mais en corps de texte normal. Elles sont entourées par des guillemets français : « et ».
- Les listes à puces sont à éviter, des paragraphes rédigés étant largement préférés. Les tableaux sont à réserver à la présentation de données structurées (résultats, etc.).
- Les appels de note de bas de page (petits chiffres en exposant, introduits par l'outil «  Source ») sont à placer entre la fin de phrase et le point final[comme ça].
- Les liens internes (vers d'autres articles de Wikipédia) sont à choisir avec parcimonie. Créez des liens vers des articles approfondissant le sujet. Les termes génériques sans rapport avec le sujet sont à éviter, ainsi que les répétitions de liens vers un même terme.
- Les liens externes sont à placer uniquement dans une section « Liens externes », à la fin de l'article. Ces liens sont à choisir avec parcimonie suivant les règles définies. Si un lien sert de source à l'article, son insertion dans le texte est à faire par les notes de bas de page.
- La présentation des références doit suivre les conventions bibliographiques. Il est recommandé d'utiliser les modèles {{Ouvrage}}, {{Chapitre}}, {{Article}}, {{Lien web}} et/ou {{Bibliographie}}. Le mode d'édition visuel peut mettre en forme automatiquement les références.
- Insérer une infobox (cadre d'informations à droite) n'est pas obligatoire pour parachever la mise en page.

Pour une aide détaillée, merci de consulter Aide:Wikification.
Si vous pensez que ces points ont été résolus, vous pouvez retirer ce bandeau et améliorer la mise en forme d'un autre article.
An Fonteyne (Ostende, 1971) est une architecte belge. Depuis 1999, elle est associée au bureau d'architecture bruxellois noAarchitecten. Fonteyne est aussi professeur à l' ETH Zurich depuis 2017.

## Jeunesse et formation
An Fonteyne a grandi dans une maison expérimentale à Ostende, conçue par l'architecte Marcel Molleman. La passion de Molleman pour l'art moderne et l'architecture, qui à l'époque était difficile à accepter à Ostende , est clairement visible dans la maison. Fonteyne dit que son enfance dans cette maison a eu une forte influence sur sa vision et sa carrière d'architecte. Elle décrit la maison comme un personnage spécial dans sa vie, à travers lequel l'amour pour l'architecture s'est transmis  .
An Fonteyne est diplômée de la Faculté des Sciences Appliquées de l'Université de Gand en 1994 après avoir suivi une formation de cinq ans pour devenir architecte.

## Carrière
Fonteyne a effectué son stage de deux ans (1995-1996) chez DKV Architecten à Rotterdam,. Ici, elle a principalement travaillé sur la construction de logements typiquement hollandais. Ensuite, elle a travaillé chez David Chipperfield Architects à Londres (1997-1998). Là, elle a rencontré son mari actuel Jitse van den Berg, qui deviendra plus tard également son partenaire professionnel. Fonteyne décrit cette période comme une période importante dans son parcours architectural. En 1999, elle a déménagé pour une courte période à Berlin, où elle a travaillé pendant plusieurs mois chez Höhne Rapp Architekten Berlin. La même année, elle fonde le cabinet d'architecture bruxellois noAarchitecten avec Philippe Viérin et Jitse van den Berg. Depuis 2017, An Fonteyne est associée à l'Atelier Kanal, le cabinet d'architecture temporaire créé entre noAarchitecten, le suisse EM2N et le londonien Sergison Bates à l'occasion de la reconversion de l'ancien garage Citroën en nouveau centre culturel de Bruxelles.
An Fonteyne a enseigné à l' Université des Sciences Appliquées de Bruxelles (2005-2006), à l' Université de Hasselt (2016-2017) et à la TU Delft (2013-2017). Elle a également participé à la mise en place du Master Adaptive Re-use à UHasselt. Depuis 2017, Fonteyne est professeur et superviseur d'un studio de design à l'ETH Zurich.
Fonteyne est membre du conseil d'administration de l' Institut flamand d'architecture. Depuis 2019, elle est également membre élue de l' Académie royale flamande des sciences et des arts de Belgique , une société de scientifiques, d'artistes et de chefs d'entreprise qui discute des évolutions actuelles de la société dans une perspective interdisciplinaire.
Fonteyne est souvent sollicité pour donner des conférences, participer à des tables rondes ou siéger dans des jurys d'experts,,. Elle a donné des conférences pour ao A + et BOZAR  et elle faisait partie du jury de trois personnes pour le prix d'architecture des lauréats 2019.

## noAarchitecten
Depuis la création de noAarchitecten en 1999, le bureau a réalisé un certain nombre de projets phares, principalement constitués de bâtiments publics,. Ils ont également réalisé la construction de logements et des projets de rénovation de bâtiments historiques. Plusieurs projets de restauration et de rénovation ont reçu des prix nationaux et internationaux. Vierin- et noAarchitecten combinent leurs expériences lorsque les projets contiennent des valeurs patrimoniales. L'agence se compose d'une équipe d'environ 15 personnes. Ils sont situés dans deux villes, dans le centre de Bruxelles dans une ancienne papeterie qu'ils ont rénovée et dans le cœur historique de Bruges. Les trois partenaires donnent des conférences en Belgique et à l'étranger et sont invités en tant que membre de jury dans des écoles et instituts internationaux.
An Fonteyne a un fort intérêt pour le support social critique de l'architecture et la relation sensible entre le caractère contemporain du design et l'histoire du contexte. Cet intérêt est visible dans les projets de noAarchitecten, dans lesquels l'architecture de signature n'a pas de place. Chaque conception est caractérisée par le principe que chaque mission de conception nécessite sa propre réponse. L'agence est optimiste quant à l'avenir, ce qui signifie que les projets sont caractérisés par une recherche programmatique critique. Leur travail tente de se rattacher fortement à l'histoire en couches du bâtiment, mais en même temps se concentre sur les circonstances contemporaines de la vie ensemble. L'impact émotionnel et les aspects physiques de la construction sont également examinés. La collaboration entre différentes disciplines est une partie enrichissante du processus pour noAarchitecten. De nombreux projets ont déjà été publiés en ao A +, ArchDaily, l'Architecture d'Aujourd'hui et De Architect,. Des projets tels que le City Campus Hasselt University, la mairie de Lo-Reninge, le Kaai 37 Anvers, l'Ecotron UHasselt Maasmechelen et le Gruuthusemuseum de Bruges ont également été sélectionnés pour diverses éditions de Flanders Architectural Review,,,. Le magazine Domus a sélectionné noAa comme l'un des 50 meilleurs cabinets d'architectes au monde. La liste a été établie par cinq experts internationaux.

### Projets importants

#### Musée Gruuthuse à Bruges (2019)
La conception vise à rapprocher l'expérience d'une visite du musée du sentiment original de la maison et de l'histoire de Bruges. NoAarchitecten le fait avec son approche récurrente, à savoir une étude des documents et objets historiques, afin de trouver et de comprendre l'expérience historique et de l'étendre à la conception. La rénovation du musée Gruuthuse de Bruges a inclus une nouvelle scénographie pour l'intérieur et un nouveau pavillon d'entrée qui met l'accent sur la relation du musée avec le contexte urbain.

#### Maison communale à Menin (2012)
Le projet comprend une restauration et une extension de la mairie. En raison de nombreuses rénovations précédentes, la maison communale de Menin ne pouvait plus remplir sa fonction de manière optimale. noAarchitecten a essayé de se concentrer sur la restauration et le nettoyage de la structure d'origine. Par la suite, toutes les parties du bâtiment ont été intégrées dans un nouvel ensemble fonctionnel. La mairie a été nommée pour le prestigieux prix Mies van der Rohe et a reçu le prix provincial d'architecture quadriennal de Flandre occidentale.

#### ‘s Hertogenmolens à Aarschot (2010)
Le moulin à eau vieux de 500 ans était et reste un bâtiment important du paysage d'Aarschot. Le moulin a été restauré et agrandi pour servir d'hôtel avec salle de fête et brasserie. Il a été repensé dans le respect de l'existant. Le moulin a été fidèlement reconstitué en un seul volume. Avant l'extension, le nouveau bâtiment était revêtu d'acier Corten pour correspondre à l'apparence et à la composition des anciennes façades. 's Hertogenmolens a reçu le prix international Europa Nostra pour la conservation, la restauration et la recherche des monuments historiques et le prix provincial d'architecture du Brabant flamand.

#### KANAL à Bruxelles (projet en cours)
L'Atelier Kanal est le bureau d'architecture temporaire qui a été fondé entre noaAarchitecten, l'EM2N suisse et la société londonienne Sergison Bates à la suite du projet de rénovation de l'ancien garage Citroën en nouveau centre culturel de Bruxelles. Cette fusion a remporté le concours d'architecture, auquel ont participé des cabinets d'architectes tels que OMA, Eisenman Architects, Zaha Hadid Architects, David Chipperfield Architects, Shigeru Ban Architects, Fosters + Partners et OFFICE Kersten Geers David Van Severen . Il s'agissait de l'un des concours les plus importants jamais organisés à Bruxelles (le budget de la rénovation est de 125 millions d'euros hors TVA). KANAL deviendra le musée d'art moderne et contemporain, mais en premier lieu un lieu de rencontre pour l'art et l'architecture où le centre d'architecture CIVA prendra également ses quartiers. Il y aura également un auditorium, un restaurant et un espace pouvant être utilisé pour des installations et des concerts. KANAL ouvrira officiellement fin 2022 , bien qu'il y ait déjà une exposition, où l'Atelier Kanal montrera le projet sur la base de documents, de modèles d'étude et d'échantillons de matériaux.

### Liste des projets
- 2017-: KANAL, Bruxelles
- 2015-: Tour&Taxis, Bruxelles
- 2015-2020: Ensor House, Ostende
- 2015-2019: Gruuthusemuseum, Bruges
- 2013-2016: Ecotron University Hasselt, Maasmechelen - laboratoire avec des sphères d'écosystème
- 2013-: Centrale thermique, Anvers
- 2013-: Coda Wuustwezel - nouvelle construction d'un centre de soins palliatifs
- 2012-2017: Quay 37, Anvers - nouvelle construction d'un pâté de maisons et d'immeubles d'habitation passifs
- 2012-2015: Emmaüs, Malines - nouvelle construction d'une institution privée pour la jeunesse et de bureaux
- 2011-2014: Texture, Courtrai - rénovation et extension de l'entrepôt au musée du lin
- 2009-2016: Musée Plantin-Moretus Prentenkabinet, Anvers
- 2008-2015: Campus de la ville Université Hasselt, Hasselt
- 2008-2012: In Flanders Fields Museum, Ypres - rénovation
- 2008-2011: Hôtel de ville, Lo-Reninge
- 2007-2010: De Refter, Bruges
- 2007-2014: École primaire 't Regenboogje, Etterbeek
- 2005-2007: Chantiers navals, Baasrode
- 2005-2007: Maison de la police, Liedekerke
- 2004-2009: Essence, Anvers - nouvelle construction d'une sous-station 150 kV / 15 kV
- 2004-2010: 's Hertogenmolens Aarschot
- 2002-2010: Kloosterhof Pamele, Audenarde
- 2002-2012: Hôtel de ville de Menin, Menin
- 2001-2005: Hôtel de ville de Courtrai, Courtrai

### Liste des expositions et installations
- 2020: KANAL Brussel
- 2016: EUtopia Musée M - mogelijkheid van een eiland
- 2013-2014: Ontmoetingen DeSingel (nl) Antwerpen
- 2011-2012: Yeosu Zuid-Korea - architectuur en scenografie Belgisch paviljoen Internationale tentoonstelling
- 2008: deSingel Antwerpen - tentoonstelling 35 m3 jonge architectuur

## Récompenses et nominations
- Gruuthusemuseum : Publica Awards 2020, prix d'argent; Prix du patrimoine immobilier 2020, lauréat
- Texture Kortrijk : nomination au prix belge d'architecture 2015.
- 's Hertogenmolens Aarschot : prix Vlaams Bouwmeester 2011, prix d'architecture de la province du Brabant flamand 2011, prix belge d'architecture et d'énergie 2011, prix de l'Union européenne pour le patrimoine culturel / prix Europa Nostra 2011, lauréat du prix des monuments du Brabant flamand
- Hôtel de ville de Menen: Prix quadriennal d'architecture de la Province de Flandre occidentale 2011, prix de la rénovation Prix belge d'architecture et d'énergie 2010, nomination Prix Mies van der Rohe 2009, nomination Prix Redevelopment / Art Integration Bouwmeester 2009